# Manga Entertainment
Manga Entertainment (?) es un productor, licenciador y distribuidor de animación japonesa en los Estados Unidos y en el Reino Unido. También coproduce varias series anime, incluyendo Ghost in the Shell, Street Fighter Alpha: The Animation, Highlander: The Search for Vengeance y Eon Kid; generalmente a través de contribuciones financieras hacia los costos de producción. La compañía fue establecida en 1991 por Andy Frain, quien fue el director general de Island World Communications; una subsidiaria en el momento del Island World Group de Chris Blackwell y John Heyman. Es una subsidiaria de Starz Media, una subsidiaria y empresa conjunta de la firma de capital de riesgo Liberty Media y de la distribuidora de cine independiente The Weinstein Company. También ha desempeñado un papel en doblajes de anime, cuando no está sobre la concesión de sublicencias de una producción que ya ha sido autorizada por otra empresa.
Por ejemplo: Akira, licenciada y re-doblada por Geneon en 2001, Bounty Dog, y Lupin III: Bye Bye Liberty Crisis.
Tienen licencia y distribución de ofertas con FUNimation, Sentai Filmworks, Viz Media y Zodiak Media en el Reino Unido, sin embargo a diferencia de los acuerdos de concesión de licencias previas no traen consigo los títulos de FUNimation, Sentai, y Viz hacia Australia bajo su marca como distribuidor australiano de Manga, Madman Entertainment tiene las licencias de estas empresas.
Manga Entertainment, especialmente Manga UK ha tenido una relación especial con Madman Entertainment desde la fundación de Madman en 1996. Manga es acreditado por muchos como la principal fuerza impulsora, convirtiendo el anime en la hospitalidad de corriente en Australia durante la década de 1990 y principios del año 2000. Los últimos DVDs y Blu-rays maestros de Manga son codificados y proporcionados por Madman Entertainment debido a la división de autoría de DVD y Blu-ray extremadamente grande y moderna de Madman.
A pesar de su nombre, el negocio principal de la compañía es la distribución de anime en lugar de manga, aunque se han publicado algunos manga, como Crying Freeman, en el Reino Unido bajo el sello editorial Manga Books.

## Sedes

### Manga Entertainment en Australia
Manga Entertainment se expandió en Australia a finales de 1993, cuando la sede principal de Manga todavía estaba en Londres. Aunque en un principio los títulos de Manga se dieron a conocer en Australia por PolyGram que era dueño de Island y Manga, decidieron posteriormente sublicenciar sus propiedades para Siren Entertainment. A finales de 1996, Manga Entertainment UK dio la licencia de distribución secundaria a la recién fundada Madman Entertainment quien a su vez fueron distribuidas por Siren. Esto significaba que tanto Siren como Madman tiene los mismos derechos a las propiedades de Manga.
En 1997, PolyGram Australia adquirió los derechos de algunas de las adiciones más recientes de Manga a su catálogo. Esto incluyó a la tercera de sus propiedades, Lupin, a excepción de The Castle of Cagliostro y Violence Jack. Violence Jack: Evil Town fue prohibido en Australia, incluso cuando PolyGram lo presentó al Reino Unido para persuadir al Gobierno de Australia para la clasificación. Los otros 2 OVAs de la serie presentada eran las versiones dobladas sin cortar que se publicaron en los EE. UU. por Critical Mass sin embargo, debido a la prohibición de Evil Town de PolyGram, se desechó la liberación de Violence Jack en Australia. PolyGram ya tenía el corte del Reino Unido de Evil Town en circulación a pesar de su prohibición.
A finales de 1996, Madman Entertainment fue fundada por exempleados de Siren. Se les dieron derechos exclusivos de sublicencia para el catálogo de Manga UK, incluyendo la parte número 4 de Macross Plus, que fue lanzado en 1997. A pesar de esto, Madman no tomó en algunos títulos, por ejemplo, RG Veda & Shadow Skill, cediéndole a PolyGram Australia su distribución.
Siren decidido licenciar Street Fighter II V de Manga USA en 1997 y puesta en libertad la serie sin la participación de Madman, como Madman También tenía un acuerdo de licencia exclusiva con ADV Films quien había licenciado y redoblado Street Fighter II V en el Reino Unido. Esta propiedad fue adquirida por Madman en 1999. En este mismo período de tiempo Manga Entertainment había licenciado Voltron exclusivamente para el mercado australiano y fue lanzado por Siren en lugar de Polygram Australia.
En 1998, después de Manga fue comprado por el exdirector ejecutivo Chris Blackwell, Madman Entertainment se le dio el derecho a todo el catálogo de Manga de las subsidiarias de Manga UK & USA a excepción de Street Fighter II V, que aún estaba licenciado por Siren.
En 1999, Siren renunció a su acuerdo de licencia con Manga UK y llevó a cabo su trato separado para SFII: V de Manga USA ya que Madman se había vuelto lo suficientemente grande para hacer que Siren tuviera la misma cantidad de distribución de beneficios, como lo fue cuando era el único distribuidor de los productos de Manga en Australia.
En 2001, Siren Entertainment se reestructuró y dividió la empresa en dos entidades separadas: Siren Visual y The AV Channel. Los fundadores de Madman quienes eran antiguos empleados de la compañía y propietarios de las acciones de Siren decidieron tomar The AV Channel y convertirlo en el brazo de distribución de Madman que fue absorbido por Madman en 2008.
Madman Entertainment a mediados del año 2000 decidieron alinearse a sí mismos con Manga USA, pero desde los albores de Blu-ray & Manga USA convirtiéndose en un distribuidor de anime en línea y en televisión, Madman se ha realineado con Manga UK. Ambas empresas fundaron y coprodujeron la región PAL doblada de Ghost in the Shell 2: Innocence para coproducir DVDs y Blu-rays. Madman proporciona a Manga UK con PAL DVD y algunos Blu-ray maestros debido a la división de autoría más grande y más sofisticada de Madman. Manga & Madman co-licenciaron propiedades, como las películas de Rebuild of Evangelion, Full Metal Alchemist: Brotherhood y la franquicia Ghost In The Shell, entre otros.

## Manga Entertainment UK
En enero de 2007, la división en el Reino Unido de la compañía comenzó a lanzar una revista quincenal dirigida a promover ambas empresas mediante el uso de algunos de sus títulos más venerados. En la primera edición, por ejemplo, utilizaron Ghost in the Shell. La revista había publicado 102 ediciones.

## Emisión estadounidense en Xbox TV
Se anunció a principios de octubre de 2011 que Microsoft formó alianzas con más de 50 proveedores de contenido en todo el mundo, incluyendo Manga Entertainment. Esta característica que estuvo disponible sin costo adicional para los suscriptores de Estados Unidos después de la nueva actualización del dashboard de Xbox por algún momento en diciembre de 2011.